# Sālū Maḩalleh
Sālū Maḩalleh (persiska: سالومحله) är en ort i Iran.   Den ligger i provinsen Gilan, i den norra delen av landet, 180 km nordväst om huvudstaden Teheran. Antalet invånare är 251.
Terrängen runt Sālū Maḩalleh är platt åt nordost, men åt sydväst är den kuperad. Runt Sālū Maḩalleh är det ganska tätbefolkat, med 134 invånare per kvadratkilometer. Närmaste större samhälle är Rūdsar, 7,0 km nordväst om Sālū Maḩalleh. Trakten runt Sālū Maḩalleh består till största delen av jordbruksmark.